# Žlutice (zámek)
Žlutice jsou zaniklý zámek ve stejnojmenném městě v okrese Karlovy Vary. Vznikl přestavbou staršího hradu v severozápadním nároží historického středu města. V roce 1761 vyhořel a postupně byl rozebrán na stavební materiál. Viditelným pozůstatkem zámku je brána, která se dochovala v horní části náměstí. Od roku 1964 je brána chráněna jako kulturní památka.

## Historie
Žlutický hrad byl založen pány z Rýzmburka nejspíše v osmdesátých letech čtrnáctého století, ale první písemná zmínka o něm pochází až z roku 1442, kdy město patřilo husitskému hejtmanu Jakoubkovi z Vřesovic. Z obranného hlediska se však nacházel v nevýhodné poloze, a proto Jakoubek nároží města zabezpečil novým opevněním, ze kterého se vyvinul hrad Mazanec a sám sídlil na novém hradě Nevděku.
V roce 1537 koupili město páni z Plavna, od kterých je roku 1563 získali Hasištejnští z Lobkovic. V letech 1575–1872 potom město patřilo Kokořovcům z Kokořova. Ti nechali starý hrad v letech 1602–1623 přestavět a poté ještě jednou v letech 1680–1700. Nový zámek byl postaven v barokním slohu a kolem něj se nacházela zámecká zahrada. Kokořovci však v roce 1723 přesídlili na zámek ve Štědré, a zdejší zámek začal upadat. V roce 1761 vyhořel, a postupně byl rozebrán na stavební materiál. Ve dvacátém století byly zbytky zámku ještě patrné, ale později byly na jejich místě postaveny panelové domy.
Viditelnou dochovanou částí zámku je brána na severozápadní straně náměstí, která vedla do zámeckého areálu. Vznikla v roce 1680 během přestavby za Ferdinanda Hroznaty z Kokořova. Brána je trojdílná. Po stranách průjezdu se nachází zdvojené pilastry s volutovými hlavicemi a maskarony. Nad bránou je zespodu prolomený štít se znakovou kartuší.
Dalším dochovaným pozůstatkem zámeckého areálu je torzo bývalé zámecké zahrady, z níž stojí část ohradní zdi z lomového kamene, a opěrné zídky teras, které sloužily k vyrovnání svažitého terénu. Součástí ohradní zdi je barokní iluzivní brána v na západní straně. Z podobné brány na východní straně zahrady se dochoval jen fragment. Dne 9. května 1973 byl v zahradě otevřen areál přírodního divadla, v němž se v následujících letech odehrávaly mimo jiné Vladařské slavnosti. Později byl v severní části zahrady zřízen autokemp, který fungoval do roku 2011.

## Stavební podoba
Podobu původního hradu, ze kterého se dochoval pouze jeden gotický portál, neznáme. Vzhledem k jeho poloze v nároží pravidelné městské zástavby však můžeme předpokládat, že měl také pravidelný čtverhranný půdorys. Barokní zámek byl dvoupatrový se dvěma kratšími křídly a strmými štíty v průčelích.